# Насір Бунда
Насір Бунда (15 травня 1932 — 20 березня 1993) — пакистанський хокеїст на траві.
Олімпійський чемпіон 1960 року, срібний призер 1956 року.
Переможець Азійських ігор 1962 року.